# Louis Marie Aubert Du Petit-Thouars
Louis Marie Aubert Du Petit-Thouars ou Du Petit Thouars (Château de Boumais, perto de Saumur, 5 de novembro de 1758 – Paris, 12 de maio de 1831) foi um botânico francês.

## Biografia
Petit-Thouars veio de uma família aristocrática da região de Anjou, onde cresceu no castelo de Boumois, perto de Saumur. Em 1792, após uma prisão de dois anos durante a Revolução Francesa, ele foi exilado em Madagascar e nas ilhas próximas, como La Réunion (então chamada de Bourbon). Ele começou a coletar muitos espécimes de plantas em Madagascar, Maurício e La Réunion.
Dez anos depois, ele conseguiu retornar à França com uma coleção de cerca de 2 mil plantas. A maior parte de sua coleção foi para o Muséum de Paris. Ele foi eleito membro da prestigiosa Académie des Sciences em 10 de abril de 1820.
Du Petit-Thouars é lembrado como o autor do livro Histoire des végétaux recueillis dans les îles de France, de Bourbon et de Madagascar (geralmente abreviado na literatura botânica como Hist. Vég. Îles France), ilustrado por muitos desenhos. Outros livros se seguiram: Mélanges de botanique et de voyages e Histoire particulière des plantes orchidées recueillies dans les trois îles australes de France, de Bourbon et de Madagascar. 

## Gêneros de orquídeas nomeados por Thouars
- Angorchis Thouars 1809.(agora: Angraecum Bory, 1804).
- Bulbophyllum Thouars 1822, describing 17 species.
- Centrosis Thouars, 1822. (agora: Calanthe R.Br., 1821).)
- Corymborkis Thouars 1809 (agora: Corymborchis Thou. ex Blume 1855)
- Cynorkis Thouars 1809
- Dendrorkis Thouars, 1809 (agora: Polystachya Hook., 1824)
- Gastrorchis Thouars 1809
- Graphorkis Thouars 1809 (agoraPhaius Lour)
- Hederorkis Thouars 1809
- Leptorkis Thouars ex Kuntze, 1891 (agora: Liparis Rich.,1817).
- Phyllorkis Thouars 1822 (agora: Bulbophyllum Thouars, 1822).

## Espécies de orquídeas (de outros gêneros) nomeadas por ele
- Cryptopus elatus Lindl. 1824, originalmente descrito como Angraecum elatum by Thouars (coletado da ilha Maurício)
- Mystacidium gracile [Thouars] Finet 1907

## Plants named in his honor[edit source]
- Actinoschoenus thouarsii (Kunth) Benth. (família Cyperaceae)
- Alafia thouarsii Roem. & Schult.1819 (família Apocynaceae)
- Arthrostylis thouarsii Kunth (família Cyperaceae)
- Bambusa thouarsii Kunth (família Poaceae)
- Cirrhopetalum thouarsii Lindl. 1830. (type orchid of the genus)
- Corymborchis thouarsii Blume = Corymbis corymbosa
- Cycas thouarsii R. Br. ex Gaudich (1829), a Madagascan cycad (família: Cycadaceae)
- Dilobeia thouarsii Roem. & Schult. 1818 (família Pteridaceae)
- Drypetes thouarsii (família Euphorbiaceae)
- Fimbristylis thouarsii (Kunth) Merr. (família Cyperaceae)
- Jasminocereus thouarsii (F.A.C.Weber) Backeb. (família Cactaceae)
- Lindernia thouarsii, (família Scrophulariaceae)
- Moyinga thouarsii (common name : Elephant leg tree)
- Protorhus thouarsii Engl 1881 (família Anacardiaceae)
- Strychnopsis thouarsii Baill. (família Menispermaceae)
- Torenia thouarsii (Cham. & Schltdl.) Kuntze (família Scrophulariaceae)
- Typhonodorum lindleyanum thouarsii (família Araceae)
- Uapaca thouarsii (família Euphorbiaceae)
- Voacanga thouarsii Roem. & Schult. 1819 (família Apocynaceae)
- Vonitra thouarsii (família Arecaceae)

## Outras espécies com seu nome
- Eucidaris thouarsii Valenciennes (nome comum: Slate Pencil Urchin) (Echinodermata)
- Flabellum thouarsii (um grupo de corais escleractíneos da Antártida)